# Classe Ticonderoga
Pour les articles homonymes, voir Ticonderoga.
La classe Ticonderoga est une classe de croiseurs de l’US Navy spécialisée dans la lutte antiaérienne. Initialement catégorisés comme destroyers lors de leur conception, ils sont désignés croiseurs en 1980 en accord avec la reclassification des navires de l'United States Navy en 1975. Entré en service de 1983 à 1994, il constitue l'unique type de croiseur actuellement en service dans la marine de guerre des États-Unis. Cette classe de navires est spécialement conçue pour utiliser le système de combat Aegis. Elle est basée sur les navires de la classe Spruance dessinés par le docteur Reuven Leopold,

## Armement
- Missiles
  - 2 (2×4) McDonnell Douglas AGM-84 Harpoon
  - 2 (2×2) Mk26 mod.5 avec 8 Honeywell ASROC (Mk46 mod.5 Neartip) et 60 GDC RIM-156B Standard SM-2ER et/ou plusieurs RIM-161 Standard Missile 3
- Artillerie navale
  - 2 (2×1) FMC Mk45 mod.0 de 127/54 mm
  - 2 (2×6) General Dynamic Phalanx Mk.15 mod.2
  - 2 (2×1) McDonnell Douglas de 25 mm
  - 4 (4×1) mitrailleuses Browning M2 de 12,7 mm
- Torpilles
  - 6 (2×3) Mk32 mod.14 de 324 mm avec 36 Honeywell Mk46 mod.5

## Électronique
- 1 radar de veille air et de conduite de tir RCA SPY-1A
- 1 radar de veille air Raytheon SPS-49(V)7
- 1 radar de veille surface ISC Cardion SPS-55
- 1 radar de navigation Raytheon SPS-64(V)9
- 1 conduite de tir Lockheed SPQ-9A
- 4 conduites de tir Raytheon SPG-62
- 1 Tacan URN-25
- 1 Iff Mk.12 AIMS UPX-29
- 1 sonar actif d'attaque General Electric/Hughes SQS-53B
- 1 sonar AN/SQQ-89
- 1 système d'armes SWG-1A Harpoon LCS
- 1 système d'armes Aegis Mk.7 mod.4 (Mk.99 MFCS)
- 1 système d'armes Singer Librascope Mk.116 mod.6
- 1 système d'armes Lockheed Mk.86 mod.9 GFCS
- 1 système de combat Naval Tactical Data System
- Liaisons de données liaison 16, liaison 4A, liaison 11, liaison 14, et GCCS(M)
- Systèmes WRN-5, WSC-3, USC-38, UYK-71 et SQQ-28
- 8 (8*6) Loral Hycor SRBOC Mk.36 mod.2
- 1 leurre-torpilles SLQ-25 Nixie
- 1 détecteur radar Raytheon SLQ-32(V)3
- 1 brouilleur radar SLY-2

## Unités construites
Les croiseurs Aegis ont été construits avec plusieurs améliorations (incorporation de lanceurs verticaux, meilleurs équipements...) appelées Baselines. Par ailleurs, on assiste récemment à la généralisation, en rénovation, de la Cooperative Engagement Capability, qui concerne 22 bâtiments. Les dates de mise en service et de retrait effectifs ou programmées de ces navires sont indiquées. En octobre 2011, on apprend que pour des raisons d'économies, il est prévu que neuf de ces croiseurs soient désarmés prématurément, entre 2013 et 2014 ; cela n'a en fait pas été le cas.
Trois d’entre eux resteront en service plus longtemps que prévu initialement,,,,,.

### Baseline 0
- USS Ticonderoga (CG-47) 22 janvier 1983 - 30 septembre 2004
- USS Yorktown (CG-48) 4 juillet 1984 - 3 décembre 2004

### Baseline 1
- USS Vincennes (CG-49) 6 juillet 1985 - 29 juin 2005
- USS Valley Forge (CG-50) 18 janvier 1986 - 30 août 2004
- USS Thomas S. Gates (CG-51) 22 août 1987 - 16 décembre 2005

### Baseline 2
Possibilité de tir de missiles de croisière Tomahawk
- USS Bunker Hill (CG-52) 20 septembre 1986 - 2026
- USS Mobile Bay (CG-53) 21 février 1987 - 10 août 2023
- USS Antietam (CG-54) 6 juin 1987 - 2027
- USS Leyte Gulf (CG-55) 26 septembre 1987 - 2027
- USS San Jacinto (CG-56) 23 janvier 1988 - 2028
- USS Lake Champlain (CG-57) 12 août 1988 - 2028
- USS Philippine Sea (CG-58) 18 mars 1989 - 2029

### Baseline 3
Installation du radar naval SPY-1B
- USS Princeton (CG 59) (en) 11 février 1989 - 2029
- USS Normandy (CG-60) 9 décembre 1989 - 2029
- USS Monterey (CG-61) 16 juin 1990 - 2030
- USS Robert Smalls (en) (CG-62) 4 novembre 1989 - 2029
- USS Cowpens (CG-63) 9 mars 1991 - 2031
- USS Gettysburg (CG-64) 22 juin 1991 - 2031

### Baseline 4
Capacité d'engagement antiballistique
- USS Chosin (CG-65) 12 janvier 1991 - 2031
- USS Hue City (CG-66) 14 septembre 1991 - 2031
- USS Shiloh (CG-67) 18 juillet 1992 - 2032
- USS Anzio (CG-68) 2 mai 1992 - 2032
- USS Vicksburg (CG-69) 14 novembre 1992 - 2032
- USS Lake Erie (CG-70) 24 juillet 1993 - 2033
- USS Cape St. George (CG-71) 12 juin 1993 - 2033
- USS Vella Gulf (CG-72) 18 septembre 1993 - 4 août 2022
- USS Port Royal (CG-73) 9 juillet 1994 - 29 septembre 2022

## Galerie photographique

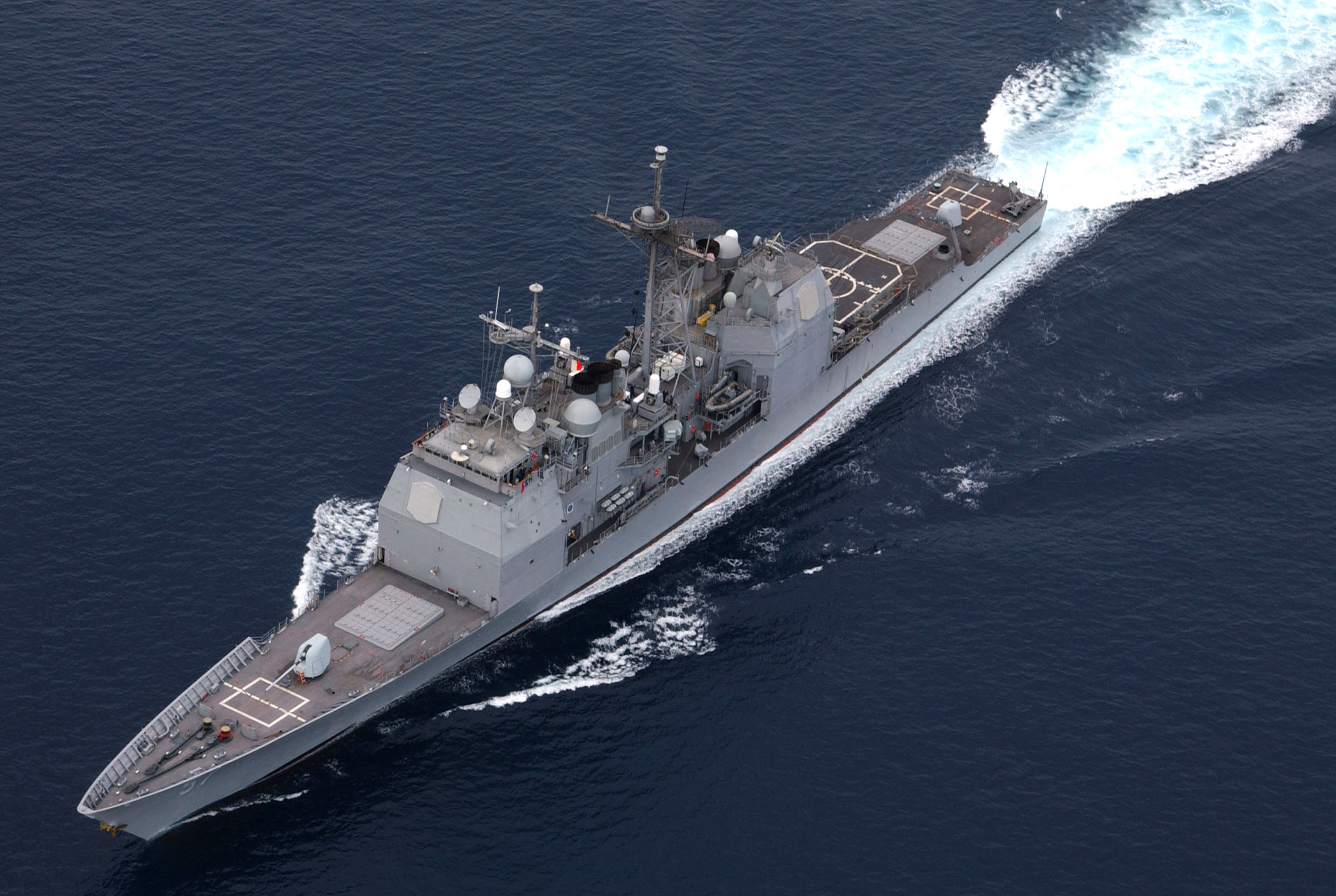
L'USS Lake Champlain dans l'océan Pacifique (9 novembre 2003)
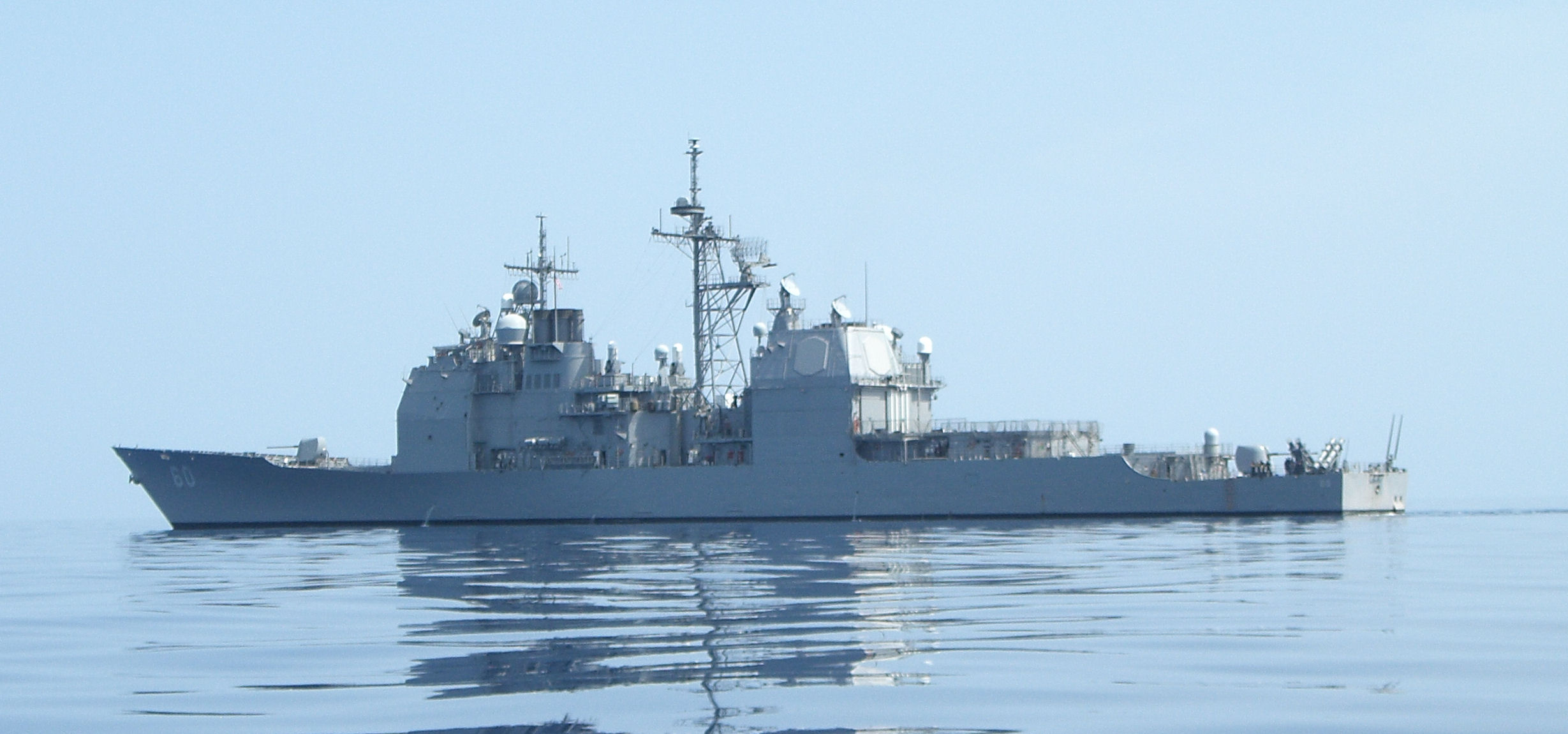
L'USS Normandy au mouillage
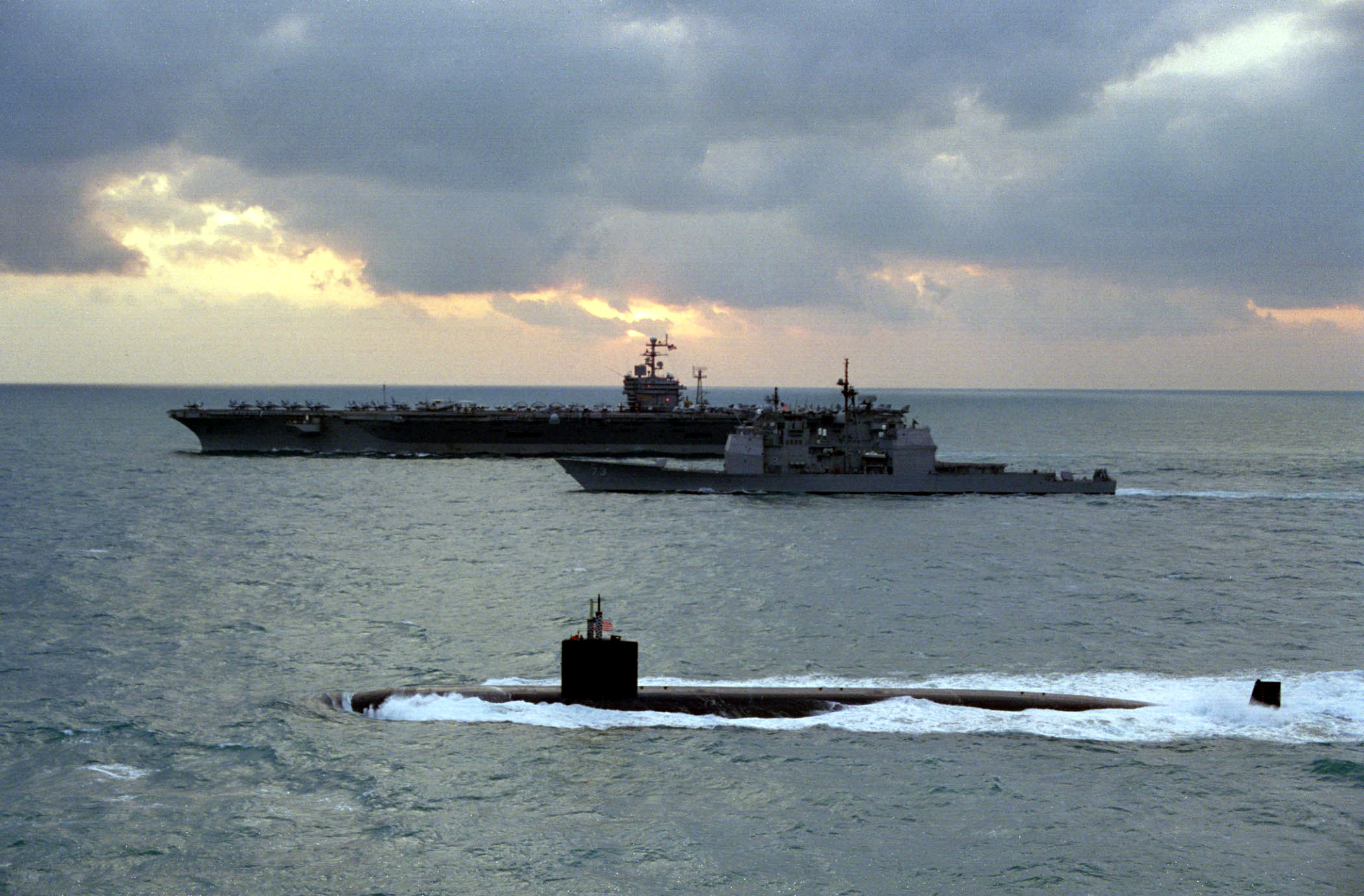
L'USS Port Royal et le sous-marin nucléaire d'attaque USS Annapolis escortant le porte-avions USS Nimitz dans le nord du golfe Persique durant l'opération Southern Watch (15 décembre 1997)
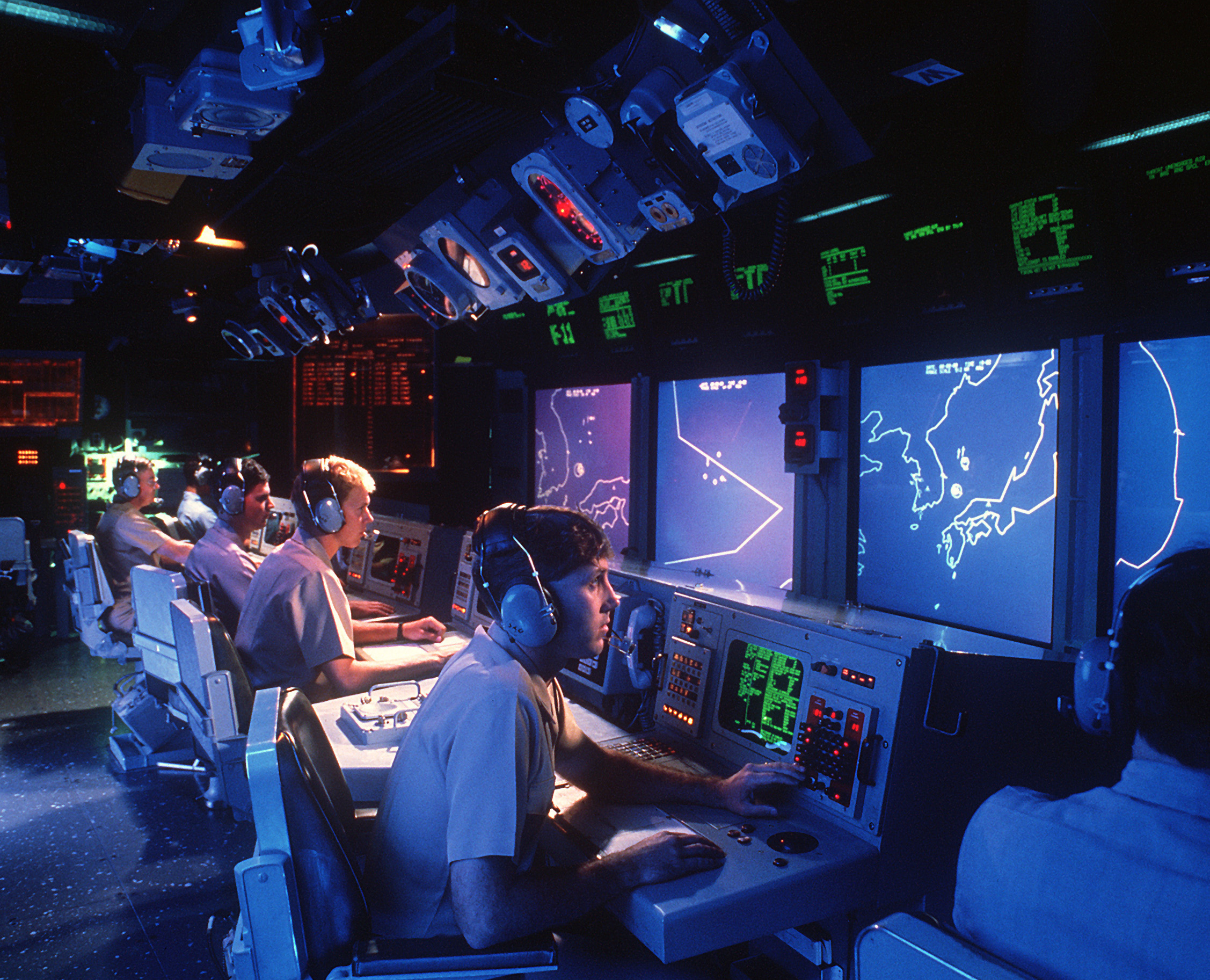
Centre d'informations de combat du croiseur USS Vincennes.
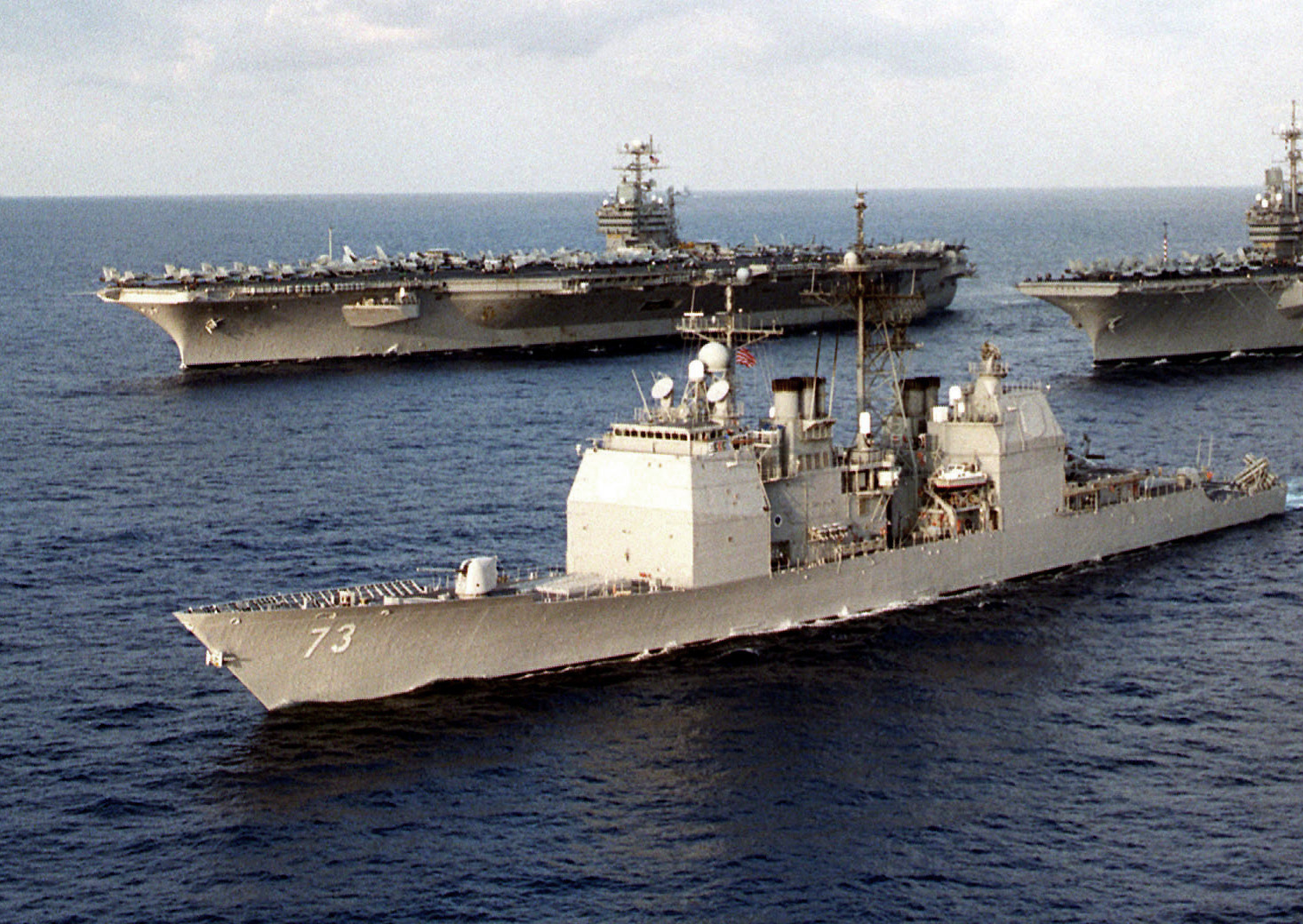
L'USS Port Royal escortant en mer du Japon les porte-avions USS Nimitz et USS Independence (25 septembre 1997)
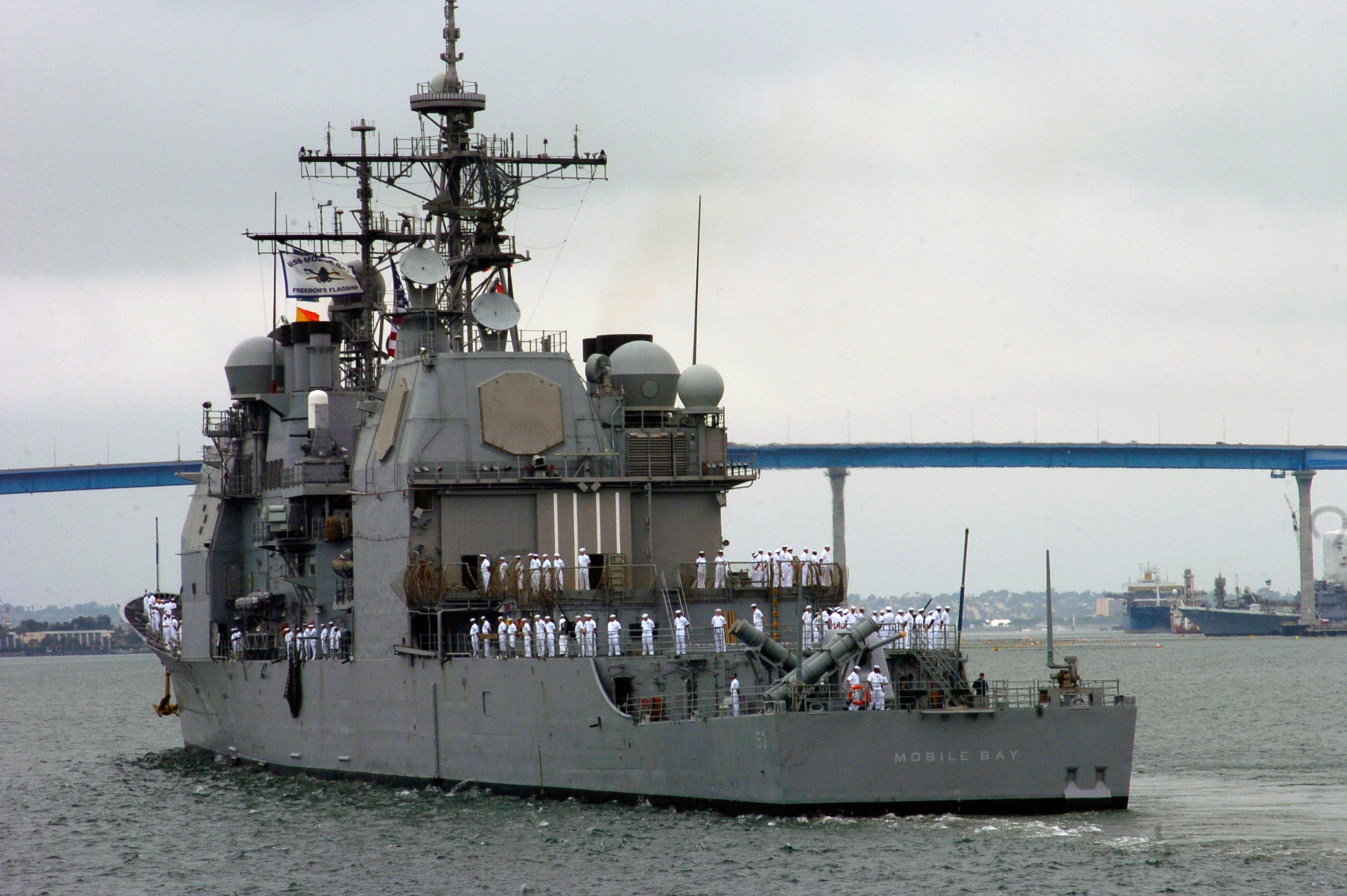
Vue arrière de l'USS Mobile Bay, en escale à San Diego (17 juin 2004)
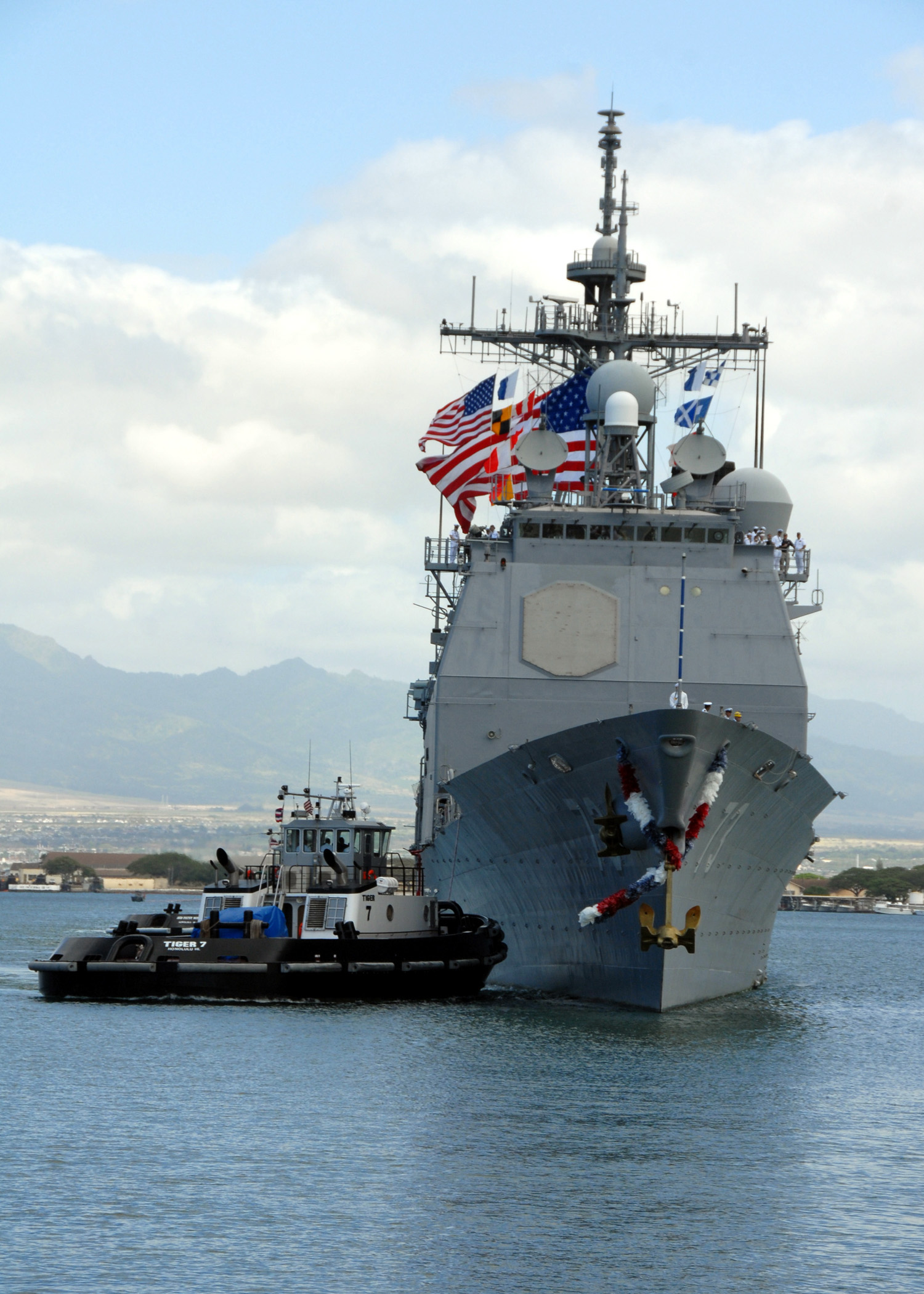
L'USS Port Royal en escale à Pearl Harbor (2 mai 2008)
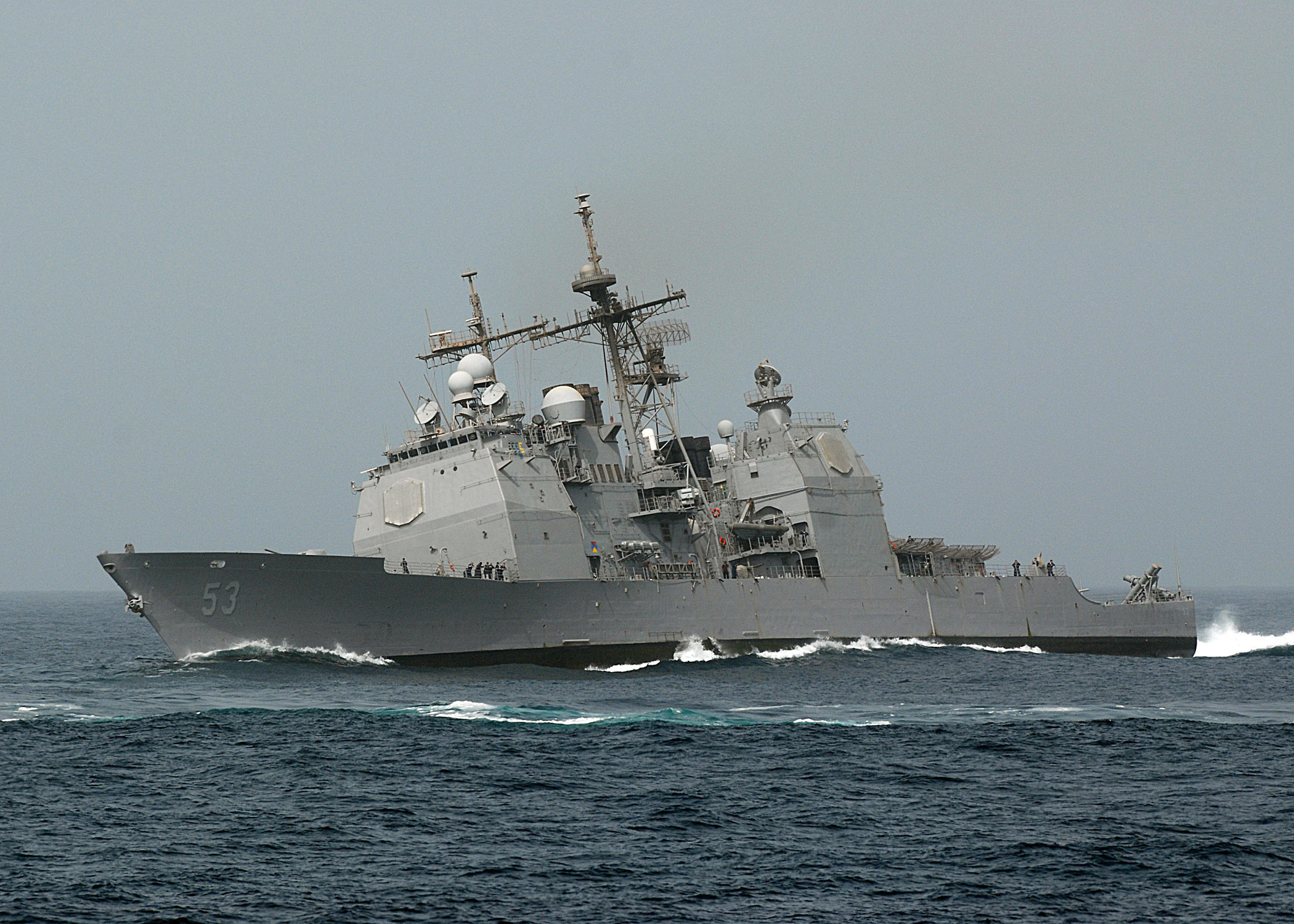
Virage à grande vitesse de l'USS Mobile Bay en mer d'Arabie afin de faire écran devant l'USS Abraham Lincoln durant les opérations liberté irakienne et Enduring Freedom (23 juillet 2008)
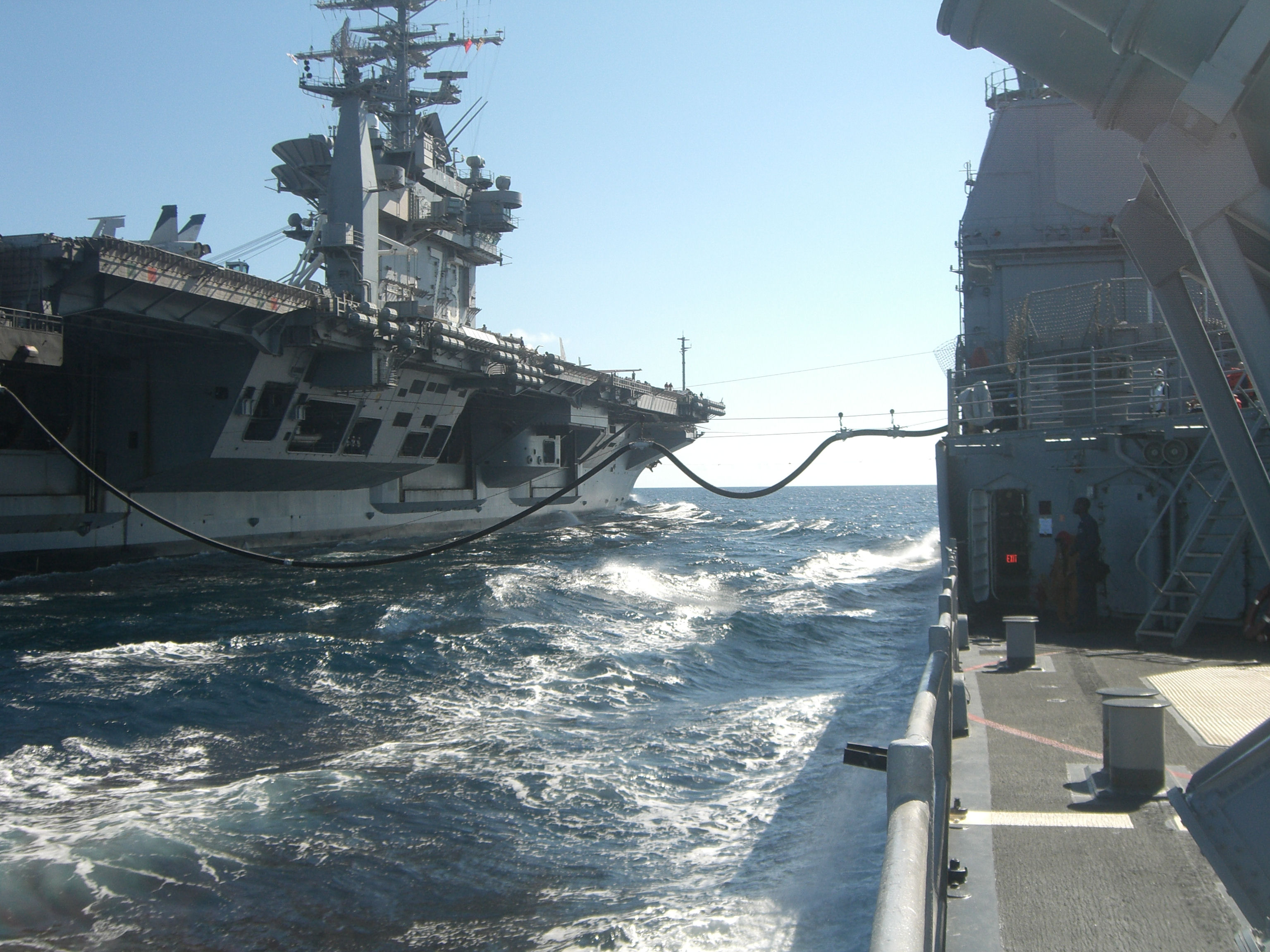
Ravitaillement en mer entre le porte-avions USS George Washington et l'USS Normandy
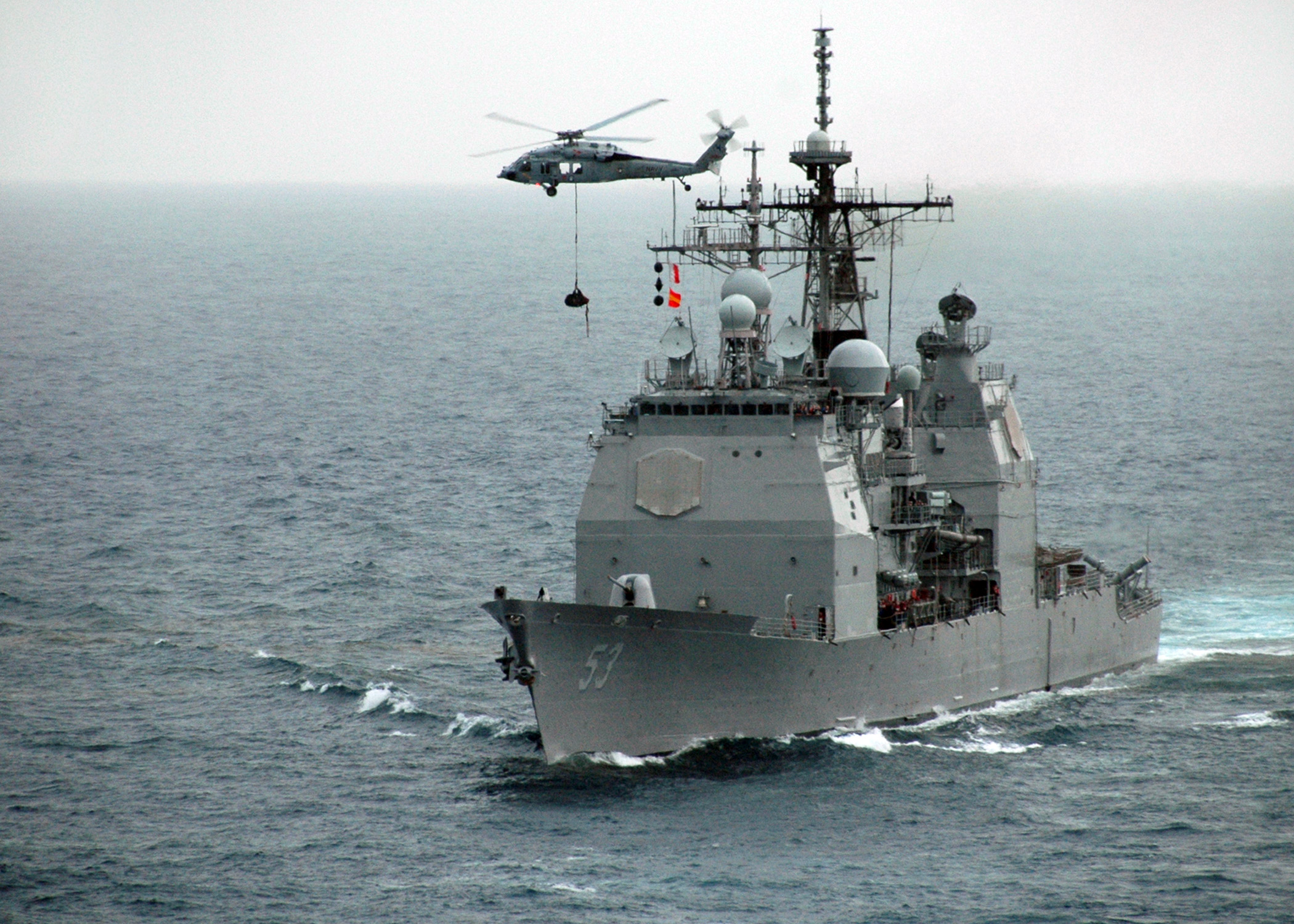
Ravitaillement dans l'océan Indien de l'USS Mobile Bay par un hélicoptère MH-60S Seahawk
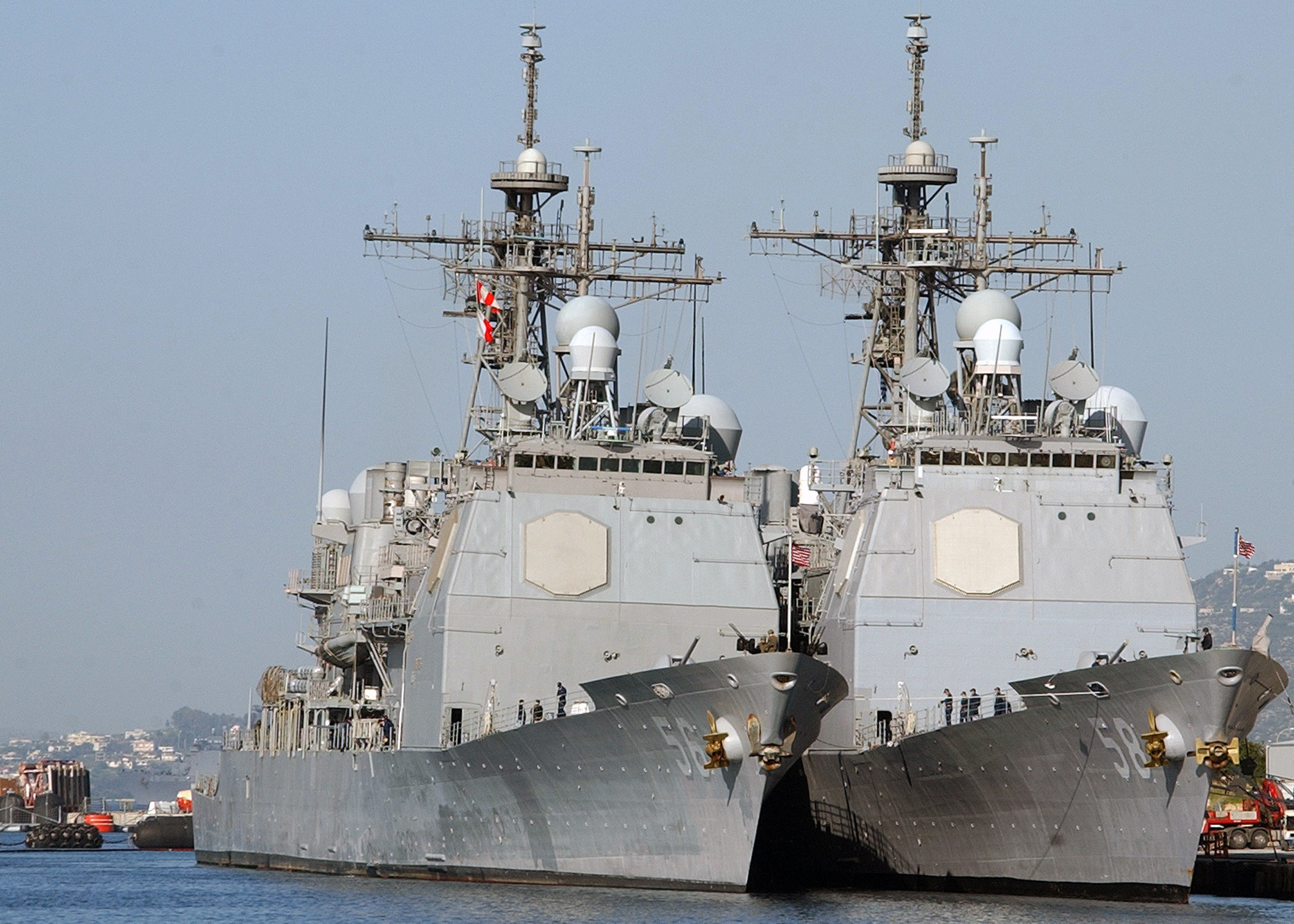
L'USS San Jacinto et l'USS Philippine Sea côte à côte à quai à Marathi, Souda (Crète) (14 mars 2008)
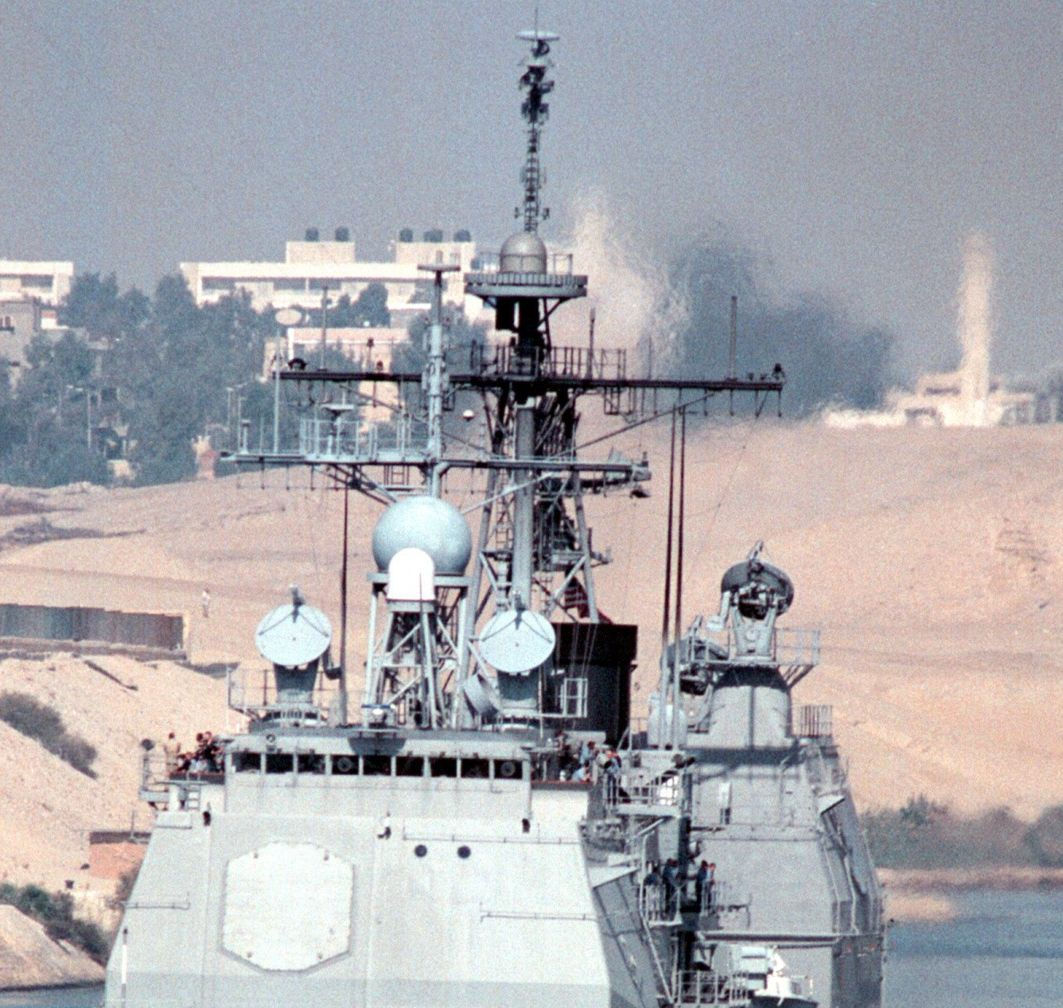
La passerelle et les radars de l'USS Normandy en transit dans le canal de Suez durant l'opération Southern Watch (16 novembre 1997)
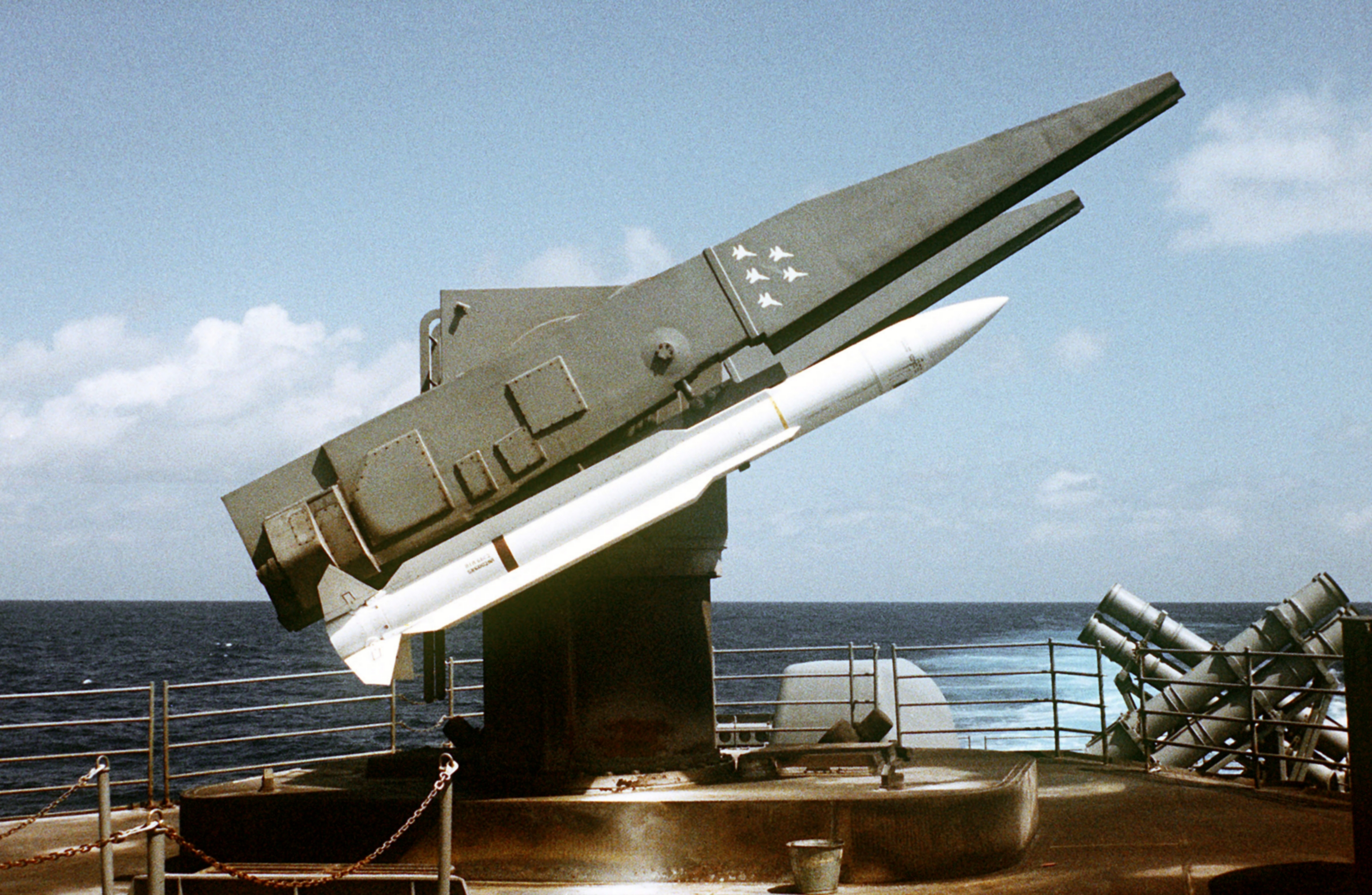
Un lanceur de missiles SM-2 sur l'USS Ticonderoga
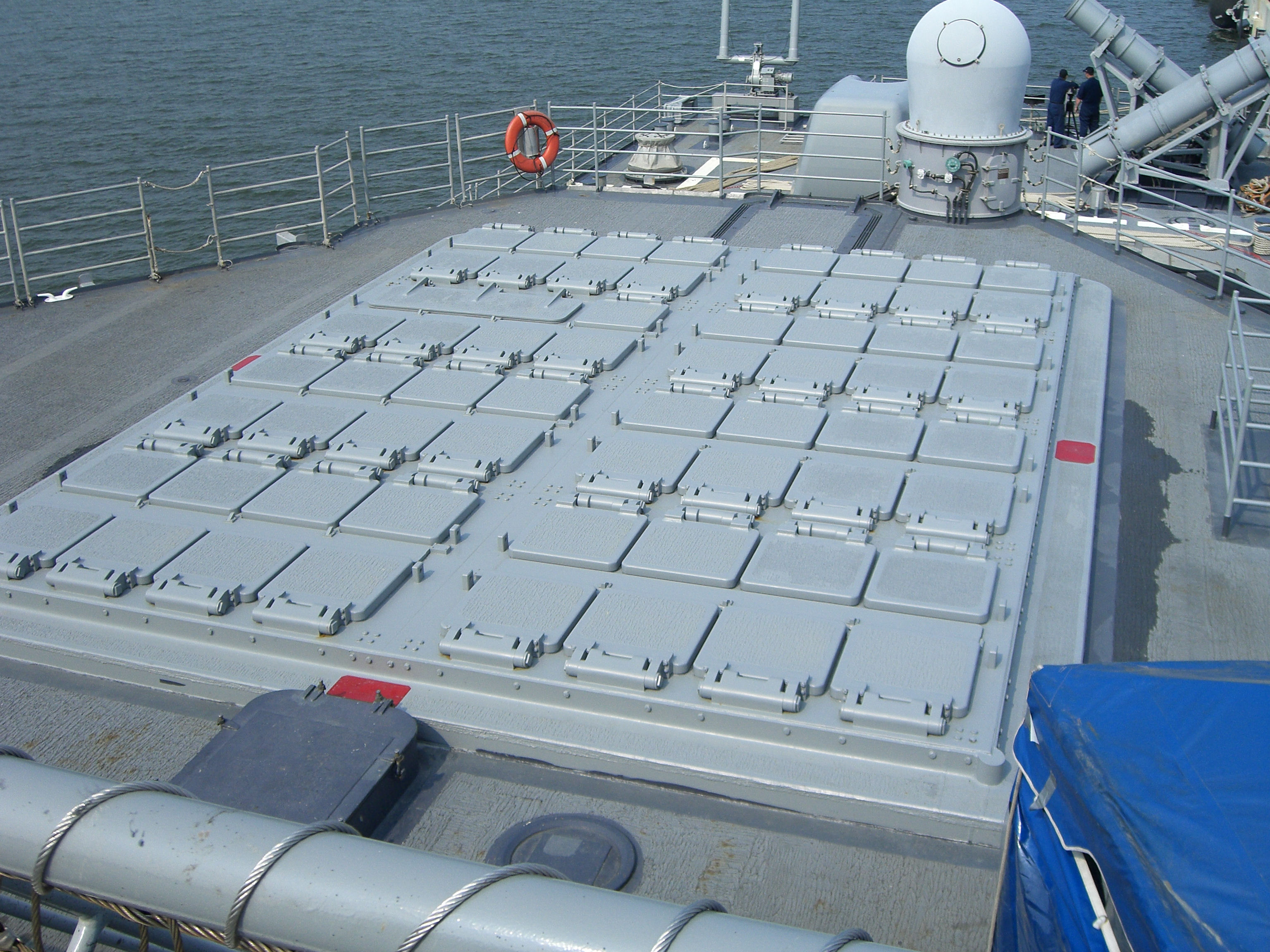
Un lanceur à 64 cellules Mk 41 VLS sur l'USS Normandy
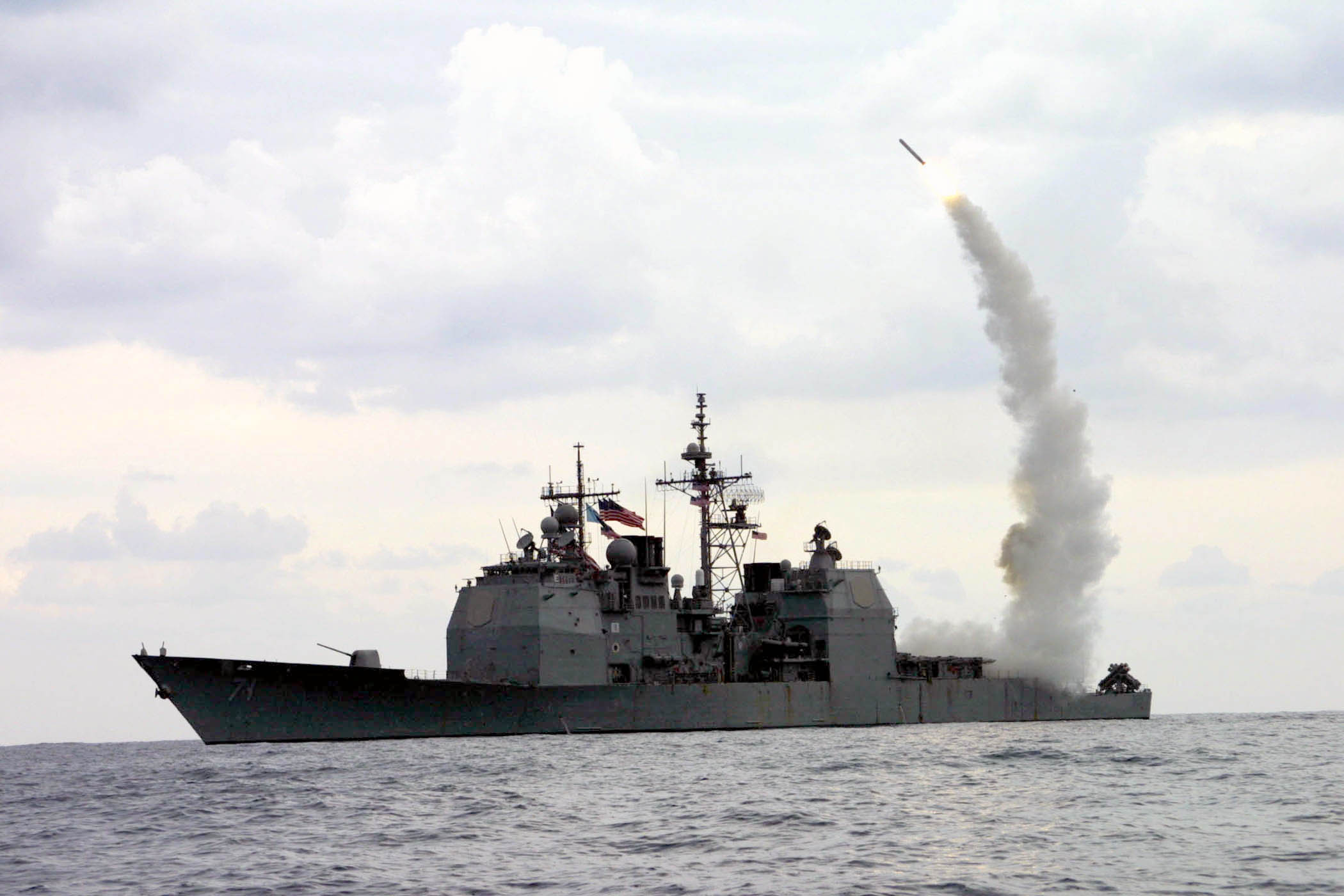
L'USS Cape St. George tirant un missile de croisière Tomahawk durant l'opération liberté irakienne (23 mars 2003)
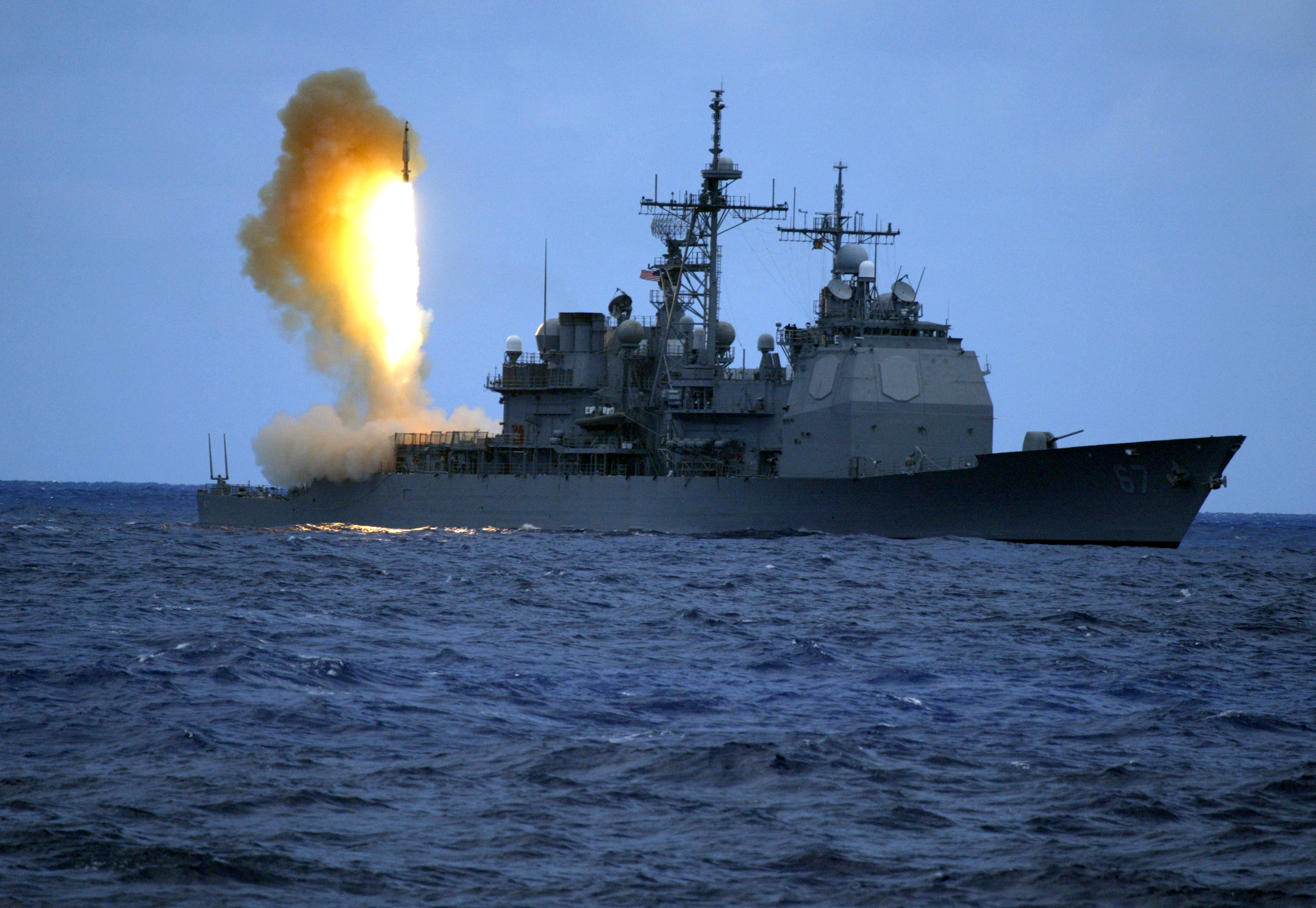
Un missile SM-3 tiré de l'USS Shiloh (22 juin 2006)